# هانس هاینریش فون تواردوفسکی
هانس هاینریش فون تواردوفسکی (آلمانی: Hans Heinrich von Twardowski؛ ‏ ۵ مهٔ ۱۸۹۸ – ۱۹ نوامبر ۱۹۵۸) هنرپیشه اهل امپراتوری آلمان بود. وی بین سال‌های ۱۹۲۰ تا ۱۹۴۴ میلادی فعالیت می‌کرد.
از فیلم‌هایی که وی در آن نقش داشته است، می‌توان به کازابلانکا، مطب دکتر کالیگاری، امپراتریس سرخ‌پوش، جنگ‌های صلیبی، جاسوس، شبح، جلادان هم می‌میرند، ماه عسل پرماجرا، ماریتزا، شهر آوازه‌خوانی و موش‌ها اشاره کرد.